# خورخي سانتورو
خورخي سانتورو (بالبرتغالية: Jorge Santoro‏) هو لاعب كرة قدم ومدرب كرة قدم برازيلي في مركز الوسط، ولد في 1944 في بيلو هوريزونتي في البرازيل، وتوفي في 26 فبراير 2011. لعب مع نادي هيلانك.